# Municipio de Emmett (condado de St. Clair)
El municipio de Emmett (en inglés: Emmett Township) es un municipio ubicado en el condado de St. Clair en el estado estadounidense de Míchigan. En el año 2010 tenía una población de 2654 habitantes y una densidad poblacional de 28,98 personas por km².

## Geografía
El municipio de Emmett se encuentra ubicado en las coordenadas 43°1′24″N 82°48′9″O / 43.02333, -82.80250. Según la Oficina del Censo de los Estados Unidos, el municipio tiene una superficie total de 91.58 km², de la cual 91.52 km² corresponden a tierra firme y (0.06%) 0.06 km² es agua.

## Demografía
Según el censo de 2010, había 2654 personas residiendo en el municipio de Emmett. La densidad de población era de 28,98 hab./km². De los 2654 habitantes, el municipio de Emmett estaba compuesto por el 96.87% blancos, el 0.41% eran afroamericanos, el 0.23% eran amerindios, el 0.45% eran asiáticos, el 0.08% eran isleños del Pacífico, el 0.64% eran de otras razas y el 1.32% pertenecían a dos o más razas. Del total de la población el 2.75% eran hispanos o latinos de cualquier raza.